# 切蒲英
切蒲英（日语：／ kiritanpo）又稱切短穂，是日本秋田縣鄉土料理，將煮熟的米搗碎，之後捏成棒狀烤熟沾味噌，或者米棒切段以後，與蔬菜、雞肉等食材一起煮成火鍋食用。
起源

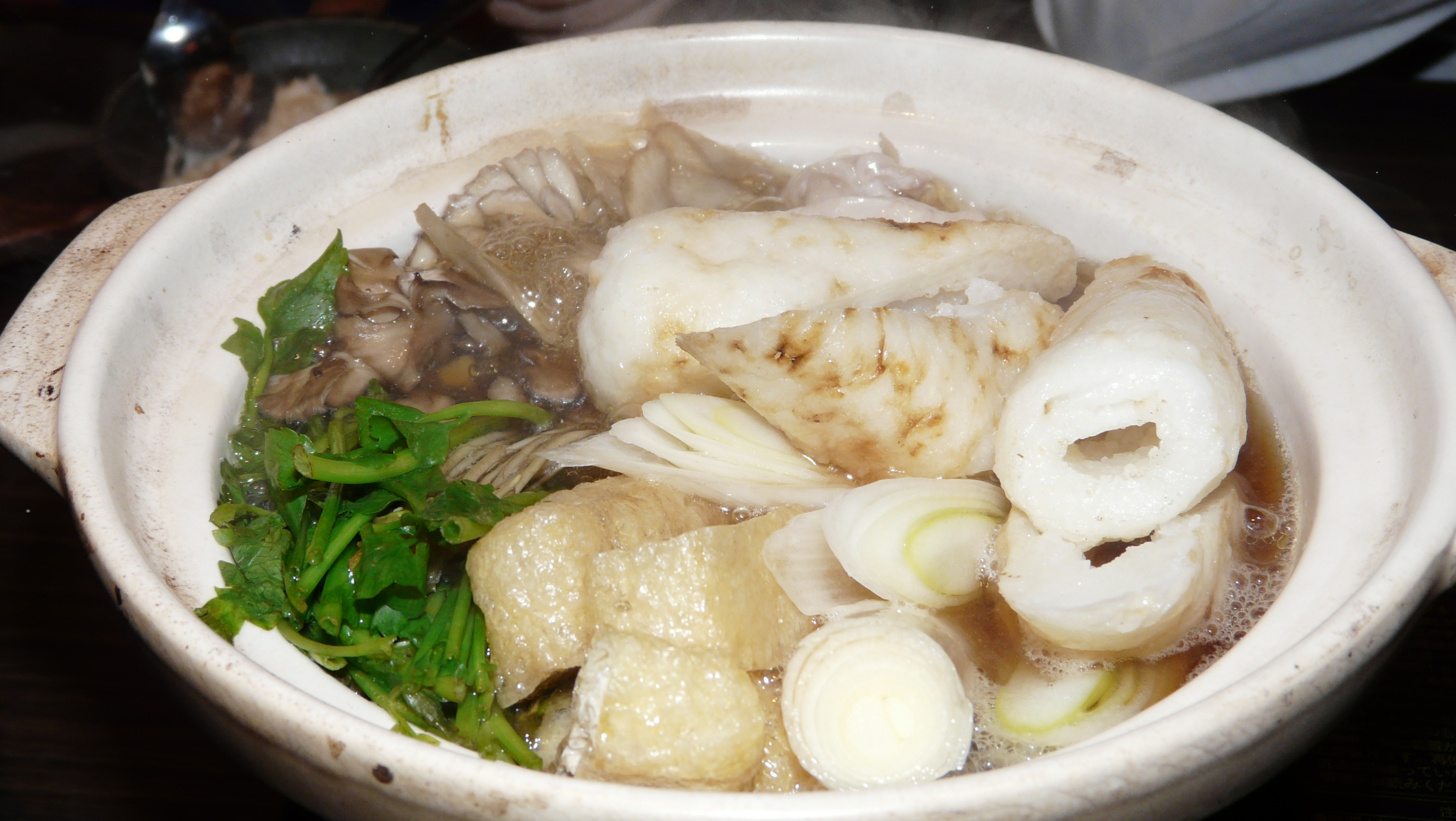

有一种理论认为它是秋田县北部的一种地方菜，起源于当地的猎人菜。